# Kraguljčki
Kraguljčki so metalofoni glasbeni instrument, ki ga uvrščamo v skupino tolkal. Uporabljeni so tudi kot dodatek pri konjski vpregi.